# Granulomatosis linfomatoide
La granulomatosis linfomatoide es una enfermedad poco frecuente relacionada con los linfomas que se define como un proceso linfoproliferativo de células B, angiodestructivo, que se asocia con infección por el virus de Epstein-Barr. El órgano afectado con más frecuencia es el pulmón donde pueden observarse múltiples nódulos que tienden a cavitarse en el centro.

## Historia
La primera descripción fue realizada por Liebow y colaboradores en el año 1972.

## Etiología
El proceso se ha relacionado con la existencia de inmunodeficiencia e infección por el virus de Epstein-Barr.

## Clínica
Se presenta predominantemente a edades medias de la vida, siendo más frecuente en varones. Aunque el órgano afectado con más frecuencia es el pulmón, se trata de un proceso multiorgánico que puede presentarse en numerosos órganos: piel, sistema nervioso, tracto gastrointestinal, hígado, bazo, riñón y corazón. En pulmón se presentan infiltrados y nódulos que tienden a cavitarse y adenopatías en mediastino, provocando insuficiencia respiratoria y disnea. La afectación cerebral puede provocar entre otros síntomas convulsiones y suele existir aumento del tamaño del bazo (esplenomegalia). El proceso tiende a evolucionar a un linfoma maligno. En alrededor del 5% de los casos no existen síntomas en el momento del diagnóstico.

## Anatomía patológica
La biopsia de las zonas afectadas observadas al microscopio muestran infiltrados linfoideos con infiltración de arterias y venas por células linfoides y áreas de necrosis.

## Diagnóstico
Para el diagnóstico es imprescindible realizar una biopsia de la zona afectada, por ejemplo el pulmón.

## Diagnóstico diferencial
Presenta similitudes con otras enfermedades de tipo vasculítico como la granulomatosis de Wegener.

## Pronóstico y tratamiento
Aunque se han descrito casos de remisión espontánea, en general la enfermedad es agresiva y la mortalidad se aproxima al 60% a los 5 años del diagnóstico. Se recomiendan corticoides y tratamiento quimioterápico con ciclofosfamida o doxorrubicina. En algunos casos se ha realizado trasplante de médula ósea con buena respuesta.